# Инженерное (Запорожская область)
Инжене́рное (укр. Інженерне) — село,
Инженерненский сельский совет,
Пологовский район,
Запорожская область,
Украина.
Код КОАТУУ — 2324281901. Население по переписи 2001 года составляло 1003 человека.
Является административным центром Инженерненского сельского совета, в который, кроме того, входят сёла
Богатое,
Новокарловка,
Новофёдоровка,
Павловское и
Украинское.

## Географическое положение
Село Инженерное находится на левом берегу реки Конка,
выше по течению примыкает город Пологи,
ниже по течению на расстоянии в 0,5 км расположено село Новокарловка,
на противоположном берегу — сёла Ивана Франко и Украинское.
Через село проходят автомобильная дорога Т-0815 и
железная дорога, станции Платформа 275 км и Челюскин.

## История
- 1923 год — дата основания выходцами из села Басань. Первоначально были образованы три хутора Конские Воды, Богодаровский и Инженерное.
- В 1956 году хутора слились в один населенный пункт — село Инженерное.
- В 1968 году к нему присоединился хутор Шевченковский.

## Экономика
- «Инженерное», ООО.

## Объекты социальной сферы
- Школа.
- Детский сад.
- Клуб.
- Фельдшерско-акушерский пункт.